# Mustela
Mustela je vědecký rodový název pro několik lasicovitých šelem z podčeledě kuny. Je to co do počtu druhů nejpočetnější rod čeledi lasicovití.

## Synonyma
- Neovison
- Lasice
- Tchoř
- Norek
- Hranostaj

## Druhy, Poddruhy
* rod ** druh *** poddruh
- Mustela - lasice
  - Mustela africana - lasice jihoamerická
  - Mustela altaica - lasice horská
  - Mustela erminea - hranostaj
  - Mustela eversmannii - tchoř stepní
  - Mustela felipei - lasice kolumbijská
  - Mustela formosana - lasice tchajwanská
  - Mustela frenata - lasice dlouhoocasá
  - Mustela kathiah - lasice žlutobřichá
  - Mustela lutreola - norek evropský
  - Mustela lutreolina - lasice sundská
  - Mustela macrodon - norek mořský†
  - Mustela nigripes - tchoř černonohý tchoř černonohý
  - Mustela nivalis - lasice kolčava
    - Mustela nivalis nivalis
    - Mustela nivalis rossica
    - Mustela nivalis subpalmata

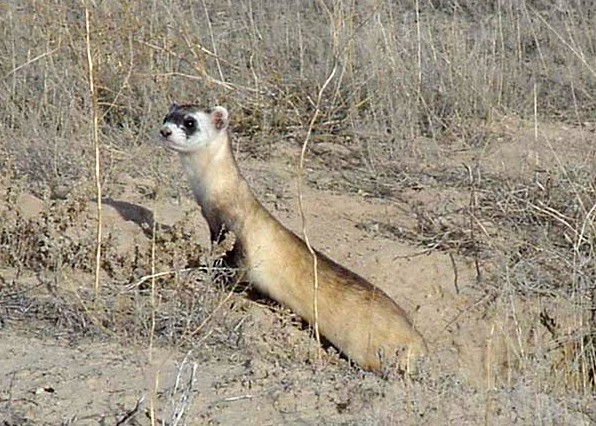
tchoř černonohý

  - Mustela nudipes - lasice východní
  - Mustela palerminea†
  - Mustela putorius - tchoř tmavý
    - Mustela putorius furo - fretka domácí

  - Mustela sibirica - kolonok
    - Mustela sibirica itatsi
    - Mustela sibirica sibirica

  - Mustela strigidorsa - lasice páskovaná
  - Mustela vison - norek americký